# R-16

Racheta R-16 care a cauzat Catastrofa Nedelin

R-16 a fost prima rachetă balistică intercontinentală introdusă cu succes de către URSS. Codul NATO a fost SS-7 Saddler.